# 맘마미아! 2
《맘마미아!2》(영어: Mamma Mia! Here We Go Again)는 2018년 개봉한 미국, 영국, 스웨덴의 로맨틱, 코미디, 뮤지컬 영화이다. 캐서린 존슨의 동명 뮤지컬이 원작이며, 2008년 영화 《맘마 미아!》의 속편이다. 올 파커가 감독과 각본을 맡았다.

## 출연진
- 어맨다 사이프리드 : 소피 셰리던 역
- 메릴 스트립 : 도나 셰리던 역
- 피어스 브로스넌 : 샘 카마이클 역
- 스텔란 스카르스고르드 : 빌 앤더슨 역
- 콜린 퍼스 : 해리 브라이트 역
- 크리스틴 배런스키 : 타냐 체스햄리 역
- 줄리 월터스 : 로지 멀리건 역
- 릴리 제임스 : 젊은 도나 역
- 제러미 어바인 : 젊은 샘 역
- 휴 스키너 : 젊은 해리 역
- 조쉬 딜런 : 젊은 빌 역
- 제시카 키넌 윈 : 젊은 타냐 역
- 알렉사 데이비스 : 젊은 로지 역
- 도미닉 쿠퍼 : 스카이 역
- 앤디 가르시아 : 페르난도 시엔푸에고스 역
- 셰어 : 루비 셰리던 역
- 마리아 바 클러시스 : 호텔 전 주인 역
- 파 노스 모우 우라 스키 : 호텔 전 주인 아들 역
- 제라드 모나코 : 알렉시오 역
- 캐시 클레어 : 아폴로니아 역
- 실리아 임리 : 부총장 역
- 오미드 절럴리 : 여권 확인하는 직원 역
- 조나단 골드스미스 : 아폴로니아 아버지 역
- 베뉘 안데르손 (특별출연)
- 비에른 울바에우스 (특별출연) : 교수 역